# Centrale Technische Universiteit
De Centrale Technische Universiteit (Afrikaans: Sentrale Universiteit van Tegnologie (SUT); Engels: Central University of Technology) is een Engelstalige technische universiteit in de Zuid-Afrikaanse hoofdstad Bloemfontein. De universiteit werd in 1982 gesticht als tweetalige technische hogeschool (technikon) met Vrystaatse Technikon als naam. Aan het begin van de eenentwintigste eeuw werd het tweetalige technikon in het kader van nationale onderwijshervormingen omgevormd tot een eentalige technische universiteit.

## Campussen
De belangrijkste campus is gelegen in Bloemfontein, de hoofdstad van de provincie Vrijstaat in het centrum van Zuid-Afrika. Andere campussen zijn gelegen in Welkom in het hart van de Vrijstaatse goudvelden en in Kimberley. De faciliteiten in Kimberley worden beheerd door het Noord-Kaapse Instituut voor Hoger Onderwijs. Voor 2004 was de campus in Welkom deel van de toen opgeheven Vista-universiteit.

## Academici
De Centrale Technische Universiteit telt meer dan 800 academische en onderzoeksmedewerkers, verdeeld over vier faculteiten.

### Faculteiten
- Faculteit Ingenieurswetenschappen en Informatietechnologie
- Faculteit Gezondheid en Milieuwetenschappen
- Faculteit der Geesteswetenschappen
- Faculteit Managementwetenschappen[1][2]

### De inschrijving van studenten
De Centrale Technische Universiteit biedt contact- en afstandsonderwijs. In 2007 had de universiteit 10.278 studenten die het onderwijs op een van de campussen volgden en 200 studenten die van afstandsonderwijs gebruik maakten. Er waren 8.474 voltijd- en 2.004 deeltijdstudenten. Van de studenten kwamen 9.902 uit Zuid-Afrika en 532 uit andere SADC-landen en 44 uit landen in de rest van de wereld.

## Externe schakels
- Officiële website